# Stricticollis glabratus
Stricticollis glabratus is een keversoort uit de familie snoerhalskevers (Anthicidae). De wetenschappelijke naam van de soort is voor het eerst geldig gepubliceerd in 1996 door Uhmann.